# Flughafen Ancona

i7
i11
i13
Der Flughafen Ancona (italienisch Aeroporto Internazionale di Ancona; IATA-Code: AOI, ICAO-Code: LIPY) ist ein italienischer Flughafen 12 km westlich von Ancona. Es handelt sich um den einzigen internationalen Verkehrsflughafen in der Region Marken. Von Bedeutung ist er u. a. auch wegen der Marienwallfahrtstätte Loreto.

## Lage und Anbindung
Der Flughafen liegt nahe der Adria-Küste auf dem Gebiet der Gemeinde Falconara Marittima bei der Ortschaft Castelferretti. Unmittelbar westlich des Flughafens verläuft die Adria-Autobahn A14, östlich die Strada Statale 16 Adriatica. Über die A14 sind etwas weiter entfernte Städte an der Adria leicht zu erreichen, über die SS 16 Küstenorte in der näheren Umgebung und die Innenstadt mit dem Hafen von Ancona. Unmittelbar beim Flughafen zweigt von der SS 16 die autobahnähnliche Straße SS 76 ab, die nach Umbrien und über die Strada Statale 3 Via Flaminia weiter nach Rom führt. An der Küste verläuft neben der SS 16 auch die Bahnstrecke Bologna–Ancona, von der bei Falconara die Bahnstrecke nach Rom abzweigt. An letzterer Strecke befindet sich unmittelbar vor dem Flughafen-Terminal der Bahnhof Castelferretti. Von hier aus ist per Bahn nicht nur der Hauptbahnhof Ancona zu erreichen, sondern auch etliche andere Orte in Mittelitalien. Darüber hinaus gibt es vom Flughafen aus Buslinien in die Innenstadt und entlang der Küste auch nach Ascoli Piceno.

## Fluggesellschaften und Ziele
Die bedeutendsten Fluggesellschaften vor Ort sind Alitalia, Lufthansa mit ihren Tochterunternehmen Lufthansa Cityline und Air Dolomiti, sowie Ryanair. Ryanair verbindet Ancona unter anderem mit Brüssel, London, Trapani auf Sizilien und Weeze, Lufthansa mit München und Alitalia mit Rom. Außerdem gibt es eine Verbindung nach Catania mit Volotea und mehrere Flüge nach Tirana in Albanien.
| Destination             | Fluggesellschaft | Frequenz                               | Status     |
| ----------------------- | ---------------- | -------------------------------------- | ---------- |
| München (MUC)           | Air Dolomiti     | 1 Mal täglich                          | Ganzjährig |
| Catania (CTA)           | Ryanair          | 5 Mal wöchentlich (Mo, Di, Do, Sa, So) | Ganzjährig |
| Brüssel-Charleroi (CRL) | Ryanair          | 4 Mal wöchentlich (Mo, Do, Sa, So)     | Ganzjährig |
| London-Stansted (STN)   | Ryanair          | 1 Mal täglich                          | Ganzjährig |
| Düsseldorf-Weeze (NRN)  | Ryanair          | 2 Mal wöchentlich (Fr, So)             | Jun - Sep  |
| Krakau (KRK)            | Ryanair          | 3 Mal wöchentlich (Mo, Do, Fr)         | Mar - Okt  |
| Catania (CTA)           | Volotea          | 4 Mal wöchentlich (Mo, Do, Fr, So)     | Ganzjährig |
| Paris-Orly (ORY)        | Volotea          | 2 Mal wöchentlich (Mi, Sa)             | Ganzjährig |
| Barcelona (BCN)         | Volotea          | 2 Mal wöchentlich (Mo, Sa)             | Ganzjährig |
| Olbia (OLB)             | Volotea          | 2 Mal wöchentlich (Di, Sa)             | Mai - Okt  |
| Madrid (MAD)            | Volotea          | 2 Mal wöchentlich (Mo, Sa)             | Dez - Jan  |
| Tirana (TIA)            | Wizz Air         | 5 Mal wöchentlich (Di, Mi, Do, Sa, So) | Ganzjährig |

## Geschichte
Der in den 1920er Jahren in Italien aufkommende kommerzielle Luftverkehr wurde zunächst vorwiegend mit Flugbooten abgewickelt. Für diese baute man 1924 im Hafen von Ancona eigene Abfertigungseinrichtungen. Neben Flügen nach Venedig und Triest gab es von 1928 bis 1943 auch eine tägliche Verbindung mit dem heute kroatischen Zadar.
Südlich von Ancona befand sich seit 1916 in Aspio bei Camerano ein Militärflugplatz, der nach dem Ersten Weltkrieg auch zivilen Zwecken diente. Nachdem Papst Benedikt XV. im Jahr 1920 die Madonna von Loreto zur Schutzpatronin der Fliegerei erklärt hatte, entstand 1923 auch dort ein Flugplatz, der den zu kleinen Flugplatz von Aspio ersetzte. Von 1929 bis 1931 war Loreto Zwischenstation auf den Linienflügen der Transadriatica zwischen Venedig und Brindisi. Auch dieser Flugplatz wurde für die Bedürfnisse Anconas als unzureichend angesehen.
Bereits 1929 hatte die Provinz Ancona die Errichtung eines angemessenen Verkehrsflugplatzes in der Nähe von Ancona gefordert. Das Luftfahrtministerium wählte noch in jenem Jahr Falconara als Standort für dieses Vorhaben aus und richtete dort umgehend ein Flugfeld ein. Die offizielle Einweihung des Flughafens erfolgte am 30. Oktober 1932, die Ausbauarbeiten zogen sich jedoch noch bis 1934 hin. 1935 begannen die Linienflüge der Ala Littoria von und nach Rom. 1936 entstand in Falconara eine militärische Flugschule. Während des Zweiten Weltkrieges wurde der Flugplatz ab 1940 nur noch militärisch genutzt, bis 1943 vorwiegend zu Ausbildungszwecken, bis 1945 dann von den Westalliierten.
Nach Beseitigung der Kriegsschäden sollte der Flugplatz wiederum der zivilen Luftfahrt dienen. Die neue Transadriatica musste ihre Linienflüge auf der Strecke Venedig-Ancona-Brindisi-Catania mangels Erfolg bald wieder einstellen. Der Aeroclub Ancona nahm seinen Betrieb erst 1949 wieder auf. Mitte der 1950er Jahre beschloss die NATO einen erneuten Ausbau für militärische Zwecke. Die Ausbauarbeiten, denen dann keine dauerhafte Stationierung von fliegenden Einheiten folgte, behinderten die Wiederaufnahme des kommerziellen Flugverkehrs in Ancona. Linienflüge nach Rom und Mailand wurden erst 1963 aufgenommen, im folgenden Jahr dann auch nach Venedig und Bari. Dank der Initiativen vom umliegenden Gemeinden und Fremdenverkehrsverbänden konnte 1965 mit dem Bau eines angemessenen Passagierterminals begonnen werden. Die Provinz, verschiedene Gemeinden und Verbände gründeten 1968 die Betriebsgesellschaft Aerdorica, die eine Erweiterung des Flughafens in die Wege leitete. 1977 begann bei Castelferretti der Bau eines neuen Terminals, das am 16. Juli 1981 eingeweiht wurde.
Umfassende Modernisierungsarbeiten endeten im Juni 2004 mit der Einweihung des neuen Terminals „Raffaello Sanzio“, geplant vom Hamburger Architekturbüro von Gerkan, Marg und Partner. Auch das kleine Frachtterminal wurde ausgebaut.

## Luftbrücke Ancona-Sarajevo
Im Bosnienkrieg bestand eine internationale Luftbrücke zwischen Ancona und Sarajevo. Während der Belagerung von Sarajevo wurden auf dem Luftweg vom 4. Juli 1992 bis zum 9. Januar 1996 hunderttausende eingeschlossene Menschen versorgt. Vom 8. April bis zum 15. September 1995 mussten die Flüge aus Sicherheitsgründen ausgesetzt werden.